# KNX

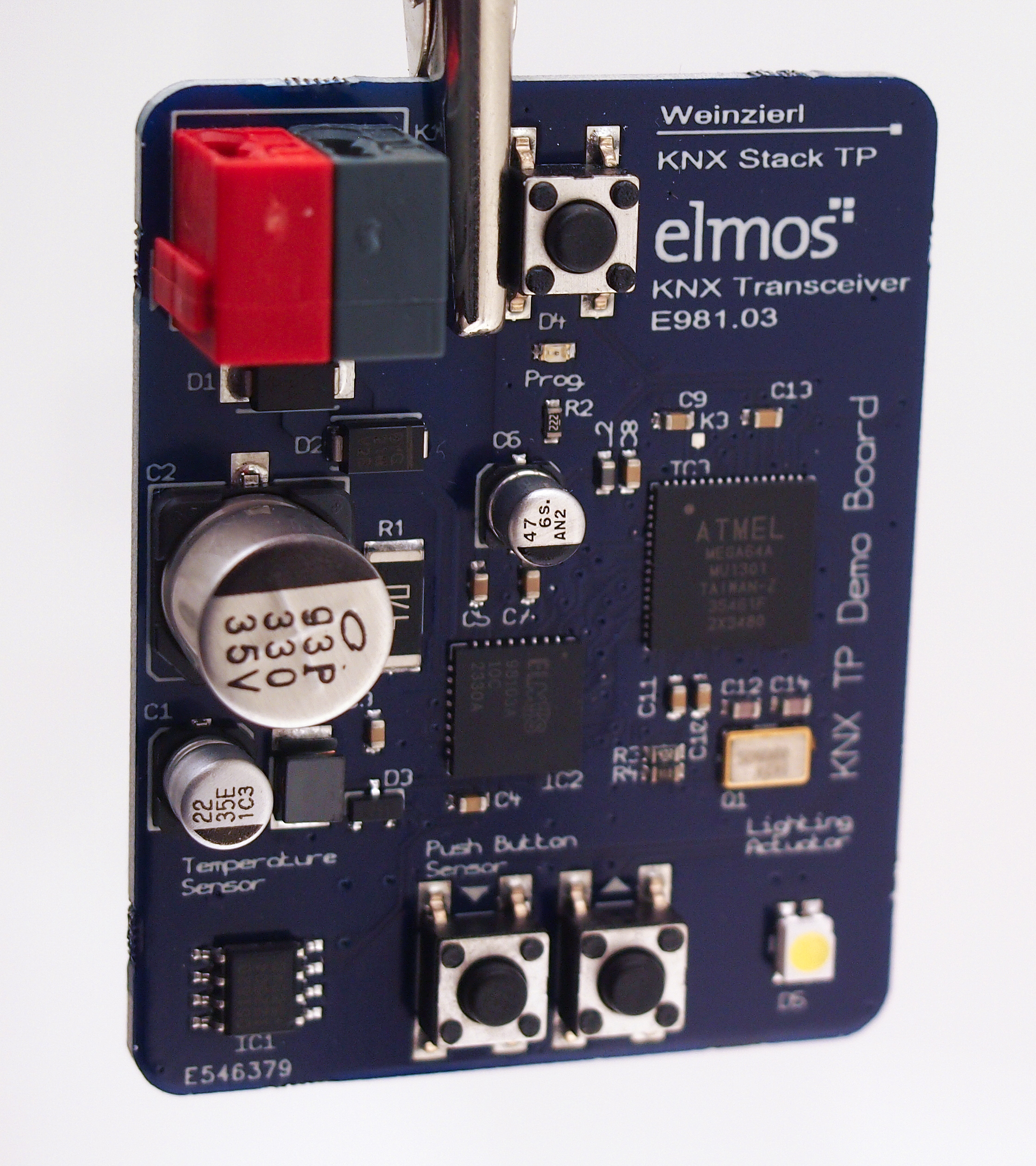
KNX-Transceiver-Board de Elmos.

KNX är en ISO-standard för hem- och fastighetsautomation, tidigare benämnt intelligenta fastigheter. Dess ISO-beteckning är ISO/IEC 14543-3 och det är ett OSI-baserat nätverkskommunikationsprotokoll.
KNX, som är en förkortning av latinska ordet connexio (förbindelse), är resultatet av en sammanslagning av tre tidigare standarder, European Home Systems Protocol (EHS), BatiBUS och European Installation Bus (EIB). 
KNX firade 30 år den 20 oktober 2020 som det firades världen över. I Sverige arrangerades studiosändning av KNX Professionals där bl.a. KNX Sweden medverkade.
ETS6 är från och med 28 september 2021 den senaste versionen av parametreringsverktyget för KNX-installationer.
KNX-standarden administreras av KNX Association.